# Isis reticulata
Isis reticulata är en korallart som beskrevs av Nutting 1910. Isis reticulata ingår i släktet Isis och familjen Isididae. Inga underarter finns listade i Catalogue of Life.